# Pietrino

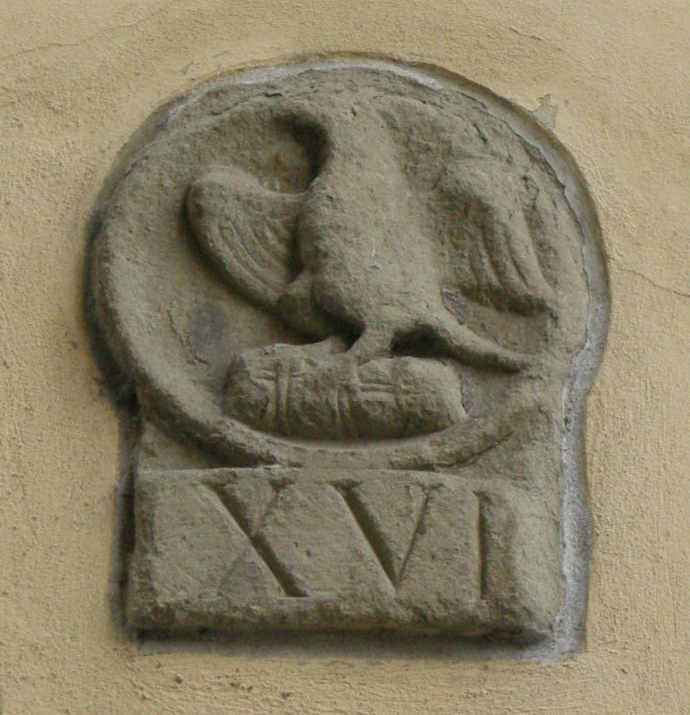
Pietrino dell'Arte dei Mercatanti a Firenze.

Un pietrino, o lapidino, è in generale una mattonella per rivestimenti. Più in particolare con tale termine si indicavano, negli antichi centri urbani, le pietre murate al di fuori degli edifici che ne indicavano la proprietà.

## Descrizione
Nell'Italia preunitaria spesso i pietrini erano relativi a monasteri, ma non mancavano quelli relativi a confraternite e corporazioni, anche laiche. Spesso vicino al pietrino si trovava un numero, che era da mettere in relazione al numero di quell'edificio negli inventari dell'ente che lo possedeva. A volte l'indicatore equivaleva a uno stemma araldico, magari dell'ordine religioso, altre erano simboli, sigle o iscrizioni slegate dal lessico regole dell'araldica.